# Sidney M. Gutierrez
Pour les articles homonymes, voir Gutiérrez.
Sidney McNeill Gutierrez dit Sid Gutierrez est un astronaute américain né le 27 juin 1951.

## Vols réalisés
- 5 juin 1991 : Columbia STS-40
- 9 avril 1994 : Endeavour STS-59

## Honneur
L'astéroïde (116162) Sidneygutierrez a été nommé en son honneur le 27 janvier 2021, dans la Minor Planet Circular no 128944.